# Saison 12 de Détective Conan
 (octobre 2024).
Chronologie
Saison 11 de Détective Conan Saison 13 de Détective Conan
La saison 12 de Détective Conan a été diffusée du 15 janvier 2007 au 3 décembre 2007 (épisodes 460 à 490) sur Nippon TV. Elle est composée de 31 épisodes.
Le dix-neuvième opening (épisodes 457 à 474) intitulé Kumo ni notte, est interprété par le groupe de J-pop U-ka Saegusa IN dB. Le vingtième opening (épisodes 475 à 486) intitulé Namida no yesterday, est interprété par le groupe de J-pop Garnet Crow. Le vingt-et-unième opening (épisodes 487 à 490) intitulé Glorious Mind, est interprété par le groupe de J-pop ZARD. 
Le vingt-sixième ending (épisodes 459 à 470) intitulé Shiroi Yuki, est interprété par la chanteuse de J-pop Mai Kuraki. Le vingt-septième ending (épisodes 471 à 486) intitulé I Still Believe - tameiki, est interprété par la chanteuse de J-pop Yumi Shizukusa. Le vingt-huitième ending (épisodes 487 à 490) intitulé Sekai wa mawaru to iu keredo, est interprété par le groupe de J-pop Garnet Crow.
| No | Titre français | Titre japonais                        | Titre japonais                                              | Date de 1re diffusion |
| No | Titre français | Kanji                                 | Rōmaji                                                      | Date de 1re diffusion |
| --- | --- | ------------------------------------- | ----------------------------------------------------------- | --------------------- |
| 460 | La grande stratégie de la classe 1-B ! (files : 548-549/tome : 53)                                                                      | 1年B組大作戦 !                        | Ichi-nen B-gumi daisakusen !                                | 15 janvier 2007       |
| La professeur des Detective Boys, Mlle Kobayashi, leur organise un jeu de piste au sein de l'école. Mais Conan est vite écarté du jeu pour laisser une chance aux nouveaux élèves de s'intégrer. | |                                       |                                                             |                       |
| 461 | La page manquante | 消えた1ページ                         | Kieta ichi pēji                                             | 22 janvier 2007       |
| Les élèves de la classe de Conan doivent faire un résumé de lecture. Dans le livre qu’Ayumi a choisi, une page a été arrachée. Elle demande à Conan de l’aider à la retrouver. Cette affaire pourrait avoir un lien avec une pierre précieuse disparue. | |                                       |                                                             |                       |
| 462 | L'ombre de l'organisation des hommes en noir – Le jeune témoin (files : 550-555/tomes : 53-54)                                          | 黒の組織の影 幼い目撃者               | Kuro no soshiki no kage - Osanai mokugekisha                | 29 janvier 2007       |
| Kogorô enquête sur la disparition d'un musicien connu, en compagnie de Conan, Ran et Eisuke. Le seul indice qu'ils ont provient du témoignage énigmatique d'un très jeune garçon. Les attitudes suspectes de Eisuke Hondo deviennent de plus en plus pressantes. | |                                       |                                                             |                       |
| 463 | L'ombre de l'organisation des hommes en noir – L'étrange illumination (files : 550-555/tomes : 53-54)                                   | 黒の組織の影 奇妙な照明               | Kuro no soshiki no kage - Kimyou na shoumei                 | 5 février 2007        |
| 464 | L'ombre de l'organisation des hommes en noir – La mystérieuse grosse récompense (files : 550-555/tomes : 53-54)                         | 黒の組織の影 謎の高額報酬             | Kuro no soshiki no kage - Nazo no kougaku houshuu           | 12 février 2007       |
| Maintenant convaincu que Eisuke Hondo a quelque chose à voir avec l'organisation des hommes en noir, Conan mène sa propre enquête. Alors que Kogorô est appelé pour une affaire étrange, il tombe par hasard sur une affaire de meurtre qu'il va aider à résoudre. Tout se passe bien, mais Conan apprend de tristes nouvelles : l'organisation est sur la trace de Rena Mizunashi, pourtant cachée par le FBI. | |                                       |                                                             |                       |
| 465 | L'ombre de l'organisation des hommes en noir – L'étoile filante en perle (files : 550-555/tomes : 53-54)                                | 黒の組織の影 真珠の流れ星             | Kuro no soshiki no kage - Shinju no nagareboshi             | 19 février 2007       |
| 466 | Le bonhomme de neige indestructible – 1re partie (files : 556-558/tome : 54)                                                            | 割れない雪だるま (前編)               | Warenai yukidaruma - Zenpen                                 | 26 février 2007       |
| En vacances à la neige, les Detective Boys et le professeur Agasa sont mêlés à une affaire apparemment insoluble dans le brouillard. | |                                       |                                                             |                       |
| 467 | Le bonhomme de neige indestructible – 2e partie (files : 556-558/tome : 54)                                                             | 割れない雪だるま (後編)               | Warenai yukidaruma - Kōhen                                  | 5 mars 2007           |
| 468 | Mystérieuse affaire près d'un étang | 池のほとりの怪事件                    | Ike no hotori no kaijiken                                   | 12 mars 2007          |
| Conan et ses amis se dirigent vers le lac pour y apercevoir la tortue hargneuse qui s’y trouve. Sur le chemin, ils croisent Takagi qui leur révèle une banale affaire de vole d’argent à domicile. Au fur et à mesure que la journée avance, Conan fait un rapprochement entre ses 2 affaires. | |                                       |                                                             |                       |
| 469 | L'Insaisissable Kid et les quatre chefs-d'œuvre – 1re partie (files : 544-547/tome : 53)                                                | 怪盗キッドと4名画 (前編)              | Kaito Kiddo to yon meiga - Zenpen                           | 16 avril 2007         |
| Un peintre célèbre appelle journaux et police après avoir reçu une lettre de l'Insaisissable Kid. Selon celle-ci, il aurait l'intention de dérober une peinture, changeant de son mode opératoire habituel qui se concentre sur les joyaux. Conan est aussi appelé, car il s'est fait une réputation au cours des précédentes affaires où il faillit réussir à attraper le voleur. Cependant, un crime a lieu sur les lieux, et le simple vol se transforme en une affaire bien plus sérieuse. | |                                       |                                                             |                       |
| 470 | L'Insaisissable Kid et les quatre chefs-d'œuvre – 2e partie (files : 544-547/tome : 53)                                                 | 怪盗キッドと4名画 (後編)              | Kaito Kiddo to yon meiga - Kōhen                            | 23 avril 2007         |
| 471 | L'incontrôlable voiture de location | レンタカー制御不能                    | Rentakā seigyo funou                                        | 7 mai 2007            |
| Kogorô, Ran et Conan vont aux sources chaudes quand subitement l’inspecteur Megure les joints par téléphone. Leur voiture de location est piégée, prête à exploser s’ils ralentissent à moins de 20 km/h. | |                                       |                                                             |                       |
| 472 | Les aventures du jeune Shinichi Kudô – 1re partie (files : 570-573/tome : 55)                                                           | 工藤新一少年の冒険 (前編)             | Kudo Shinichi shounen no bouken - Zenpen                    | 14 mai 2007           |
| Après avoir retrouvé un bout de papier dans la bibliothèque de l'école primaire Teitan, Conan raconte aux Detective Boys et à leur professeur, Mlle Kobayashi, l'une des premières enquête de Shinichi Kudô. Un jeu de piste qui pourrait bien voir sa conclusion arriver presque une décennie plus tard. | |                                       |                                                             |                       |
| 473 | Les aventures du jeune Shinichi Kudô – 2e partie (files : 570-573/tome : 55)                                                            | 工藤新一少年の冒険 (後編)             | Kudo Shinichi shounen no bouken - Kōhen                     | 21 mai 2007           |
| 474 | L'amour de Maître Eri Kisaki (files : 574-575/tome : 55)                                                                                | 妃英理弁護士の恋                      | Kisaki Eri bengoshi no koi                                  | 4 juin 2007           |
| Inquiète que sa mère ne rompe ses engagements maritaux une bonne fois pour toutes, Ran la suit dans un café pour animaux pour espionner son rendez-vous. Il se peut cependant que la fille du détective fasse de conclusions hâtives… | |                                       |                                                             |                       |
| 475 | Le grand prix de la malchance | 悪運グランプリ                        | Akuun guran puri                                            | 18 juin 2007          |
| Kogorô et Conan cherchent un restaurant quand une voiture sort d’une ruelle et renverse 2 piétons. Parmi eux, l’homme le plus malchanceux du Japon. Toutefois, cette malchance continue semble couvrir une tentative d’homicide. | |                                       |                                                             |                       |
| 476 | Le tir fatal de Genta – 1re partie (files : 567-569/tome : 55)                                                                          | 元太の必殺シュート (前編)             | Genta no hissatsu shūto - Zenpen                            | 25 juin 2007          |
| Les Detective Boys et le professeur Agasa sortent d'un match de football où leur équipe favorite a perdu. Déçu, Genta joue dans le parking du centre commercial où les autres sont allés prendre un goûter. En jouant, Genta tombe malheureusement sur le sol et est inconscient pour un très court moment. Cependant, quand les autres reviennent, un étranger avec qui ils avaient fait connaissance plus tôt est retrouvé sévèrement blessé. Genta est la seule piste vers le coupable. | |                                       |                                                             |                       |
| 477 | Le tir fatal de Genta – 2e partie (files : 567-569/tome : 55)                                                                           | 元太の必殺シュート (後編)             | Genta no hissatsu shūto - Kōhen                             | 2 juillet 2007        |
| 478 | 30 minutes réelles | リアル30ミニッツ                      | Riaru 30 minittsu                                           | 9 juillet 2007        |
| Il est 19h30, un jeu de TV dans les rues de Tokyo est déclenché. Kogorô informe Ran et Conan qu’à 20h précise ils ont une table dans un restaurant chic, ce qui leur laisse 1/2h pour flâner. Conan et Ran décident de se rendre dans une librairie lorsque les hurlements d’une femme résonnent : un corps est découvert. Conan, accompagné d’Ai, a moins de 30 minutes pour résoudre l’affaire et aller manger. | |                                       |                                                             |                       |
| 479 - SP21 | Trois jours avec Heiji Hattori (épisode spécial de 1 heure 30) (files : 559-566/tomes : 54-55)                                          | 服部平次との三日間                    | Hattori Heiji to no mikkakan                                | 16 juillet 2007       |
| Heiji et Kazuha sont en visite pour observer les très reconnus cerisiers en fleurs de Tokyo, prétexte utilisé par Conan pour pouvoir parler avec son rival de l'Ouest de la mystérieuse Rena Mizunachi, qui aurait résidé à Osaka. À travers cette enquête, Conan espère en savoir plus sur Eisuke Hondo. Ils sont cependant interrompus dans leur réflexion par un jeune bonze d'un temple voisin qui, reconnaissant Kogorô dans la foule, lui demande de résoudre une affaire. Une femme aurait été assassinée dans le temple, mais le cadavre aurait disparu le temps que les autorités soient mises au courant. Le duo de détectives se penche donc sur l'affaire. Un "duel de détectives lycéens" des quatre coins du japon est organisé. Heiji représentant l'Ouest, il arrive à convaincre Conan de venir pour prendre sa place de Shinichi. Ils rencontrent les deux autres détectives, ceux du Nord et du Sud, et vont sur une île déserte sur les lieux de leur défi. Ran, Kazuha et Kogorô, restés à terre, apprennent que la chaine de télévision censée sponsoriser l'évènement n'en a jamais entendu parler. Le piège se referme sur nos jeunes détectives, qui voient le nombre d'affaire en attente de résolution augmenter sous leurs yeux. | |                                       |                                                             |                       |
| 480 | Un alibi jaune | 黄色い不在証明                        | Kiiroi fuzai shoumei                                        | 23 juillet 2007       |
| Kogorô est effondré lorsqu’il arrive sur les lieux du crime. Ce que l’on dit est vrai; la patronne du bar des tournesols, une grande amie, est morte. La clé du meurtre réside peut-être dans les tournesols. | |                                       |                                                             |                       |
| 481 | La coutellerie de la sorcière des montagnes - 1re partie (files : 579-581/tome : 56)                                                    | 山姥の刃物 (前編)                     | Yamanba no hamono - Zenpen                                  | 30 juillet 2007       |
| Un pneu de la voiture du professeur Agasa crève alors qu'il emmène les Detective Boys en camping. Le signal téléphonique passe mal en pleine forêt et, en désespoir de cause, ils vont demander l'asile dans une maison isolée. La vieille dame qui y vit leur offre le gîte et les enfants et le professeur sont rejoints par deux hommes et une femme, eux aussi perdus. La femme est malheureusement assassinée dans la nuit, et Conan doit résoudre l'enquête sans arme du crime. | |                                       |                                                             |                       |
| 482 | La coutellerie de la sorcière des montagnes - 2e partie (files : 579-581/tome : 56)                                                     | 山姥の刃物 (後編)                     | Yamanba no hamono - Kōhen                                   | 6 août 2007           |
| 483 | Le policier disparu | 消えたおまわりさん                    | Kieta omawarisan                                            | 13 août 2007          |
| Au lendemain de la diffusion d’un drama, tourné dans le parc de Beika, le club des détectives se retrouve. Dans leur déambulation, Ayumi rencontre son ancienne voisine qu’elle présente. Celle-ci se rend au commissariat pour offrir un présent à un policier de son quartier toujours très sérieux. Mais sur place, elle apprend qu’il s’agit d’un faux policier et qu’il est disparu. | |                                       |                                                             |                       |
| 484 | La trace du photographe noir – 1re partie (files : 582-584/tome : 56)                                                                   | 黒い写真の行方 (前編)                 | Kuroi shashin no yukue - Zenpen                             | 20 août 2007          |
| Conan reçoit un appel d’Heiji , à qui il avait demandé d’enquêter sur la présentatrice Rena Mizunashi et le mystérieux Eisuke Hondo à Osaka. Le détective de l’Ouest a trouvé quelqu’un qui connait Eisuke depuis sa jeunesse, et aurait des informations sur son père, un homme un peu louche toujours habillé de noir. Cette personne était en possession d’une photo d’Eisuke jeune et de son père, et la photo se trouve à Tokyo. Conan, Ai et le professeur vont pour chercher cette photo, mais tombent sur une affaire qui doit être résolue pour pouvoir y accéder. | |                                       |                                                             |                       |
| 485 | La trace du photographe noir – 2e partie (files : 582-584/tome : 56)                                                                    | 黒い写真の行方 (後編)                 | Kuroi shashin no yukue - Kōhen                              | 27 août 2007          |
| 486 | Manekineko de droite à gauche | 右から左へ招き猫                      | Migi kara hidari e Manekineko                               | 3 septembre 2007      |
| Ai et Conan sauvent un chaton blessé, coincé dans un arbre, puis ils le ramènent chez son propriétaire, le gérant du bar « cha cha ». Subitement, la concierge du bureau de prêt d’en face accoure et demande de l’aide : elle vient de trouver le cadavre du maître des lieux, assassiné par une de ses statuettes porte-bonheur, un manekineko. | |                                       |                                                             |                       |
| 487 - SP22 | L'histoire d'amour d'un détective 8 - L'anneau au doigt de la main gauche (épisode spécial de 45 minutes) (files : 576-578/tome : 56)   | 本庁の刑事恋物語8 - 左手の薬指        | Honchou no keiji koi monogatari 8 - Hidarite no kusuriyubi  | 15 octobre 2007       |
| L'inspecteur Sato est appelée par Ran qui, avec son père et Conan, ont découvert le cadavre d'un célèbre écrivain, assassiné en chambre close. L'enquête suit son cours, et la bague portée par la victime avant sa mort semble détenir la clé du mystère. Cependant, ce n'est pas cette bague qui inquiète l'inspecteur Takagi, mais une autre, tout aussi mystérieuse. | |                                       |                                                             |                       |
| 488 - SP23 | Le démon de la station de télévision (épisode spécial de 45 minutes) (files : 591-593/tome : 57)                                        | テレビ局の悪魔                        | Terebikyoku no akuma                                        | 22 octobre 2007       |
| Yoko Okino emmène les Detective Boys faire une visite de la station de télévision Nichiuri TV. Sur place, ils rencontrent un chanteur au look démoniaque, anciennement très populaire mais tombé dans l'oubli. C'est alors qu'un producteur est retrouvé dans sa loge, assassiné. | |                                       |                                                             |                       |
| 489 - SP24 | Cour de confrontation 3 : Un procureur témoin oculaire (épisode spécial de 45 minutes)                                                  | 法廷の対決Ⅲ 目撃者は検察官            | Houtei no taiketsu 3: Mokugekisha wa keisatsukan            | 26 novembre 2007      |
| Un homme est accusé d’avoir tué une cycliste sur la route et d’avoir fait un délit de fuite. Quand on l’interroge, il reconnaît les faits mais ne donne aucune explication et garde le mystère. Plus déroutant, il semble très confiant sur l’issue du verdict. Peu de temps après, l’enquête sur l’accident commence à faire douter de la véracité de sa culpabilité. Il semble couvrir son épouse. Alors qu’il invite la procureure chargée de l’affaire chez lui pour tout lui avouer, celui-ci se suicide. Les charges vont-elles être abandonnées ? Saurons-nous la vérité ? Pourquoi tant de mystère ? Une affaire de corruption vieille de 5 ans refait surface et elle pourrait bien changer les règles de confrontation entre la procureure et l’avocate. | |                                       |                                                             |                       |
| 490 - SP25 | Heiji Hattori contre Shinichi Kudô – La bataille de la grande déduction (épisode spécial de 45 minutes) (files : 518-522/tomes : 50-51) | 服部平次VS工藤新一 ゲレンデの推理対決 | Hattori Heiji tai Kudo Shinichi – Gerende no suiri taiketsu | 3 décembre 2007       |
| Au téléphone, Heiji et Conan comparent leur habileté à la résolution d'affaires, débattant lequel des deux est le meilleur. C'est alors qu'Heiji se rappelle une de ses premières enquêtes, ou un esprit aussi (si ce n'est pas plus) vif que le sien avait fait son apparition aux sports d'hiver, dans une sordide affaire de meurtre sur un télésiège. Étonnamment, Shinichi a aussi participé à cette affaire. Peut-être connait-il ce détective mystérieux ? | |                                       |                                                             |                       |